# Giulio Bizzozero
Giulio Bizzozero (20 de marzo de 1846- 8 de abril de 1901) fue un médico e investigador italiano. Se le conoce por descubrir la Helicobacter pylori, bacteria responsable de la úlcera péptica (aunque este hecho no fue aceptado hasta los años 90). Fue un pionero en la histología, además de en el uso del microscopio en la investigación médica. También se le atribuye el descubrimiento del papel de las plaquetas en la coagulación de la sangre.

## Biografía
Bizzozero nació en Varese (Italia) el 20 de marzo de 1846. Estudió medicina en la Universidad de Pavía, graduándose en 1866, cuando tenía 20 años. En 1867, fue elegido jefe de patología general e histología de la Universidad de Pavía. Con 27 años se trasladó a la Universidad de Turín, donde fundó el Instituto de Patología General. Este instituto entrenó muchos investigadores italianos importantes, como Camillo Golgi. En Turín trabajó para mejorar la higiene y el abastecimiento de agua. En abril de 1901, murió de neumonía, consecuencia de una hospitalización por gastroenteritis
.
Héctor Bizzozero, un pariente lejano que vive en argentina, asegura que no murió de neumonía